# Bývalá kovárna Strzybnik
Bývalá kovárna Strzybnik je zaniklá neobarokní kovárna bývalého palácového komplexu ve vesnici Strzybnik ve gmině Rudnik v okrese Ratiboř ve Slezském vojvodství v jižním Polsku.

## Historie a popis stavby
Bývalá kovárna Strzybnik je dvoupatrová zděná stavba z roku 1912, jejíž součástí jsou také bývalé stáje. Sloupoví kovárny je ozdobené postavou kováře s erby rodu von Eickstedt a datem vzniku stavby. Stavba, společně s dalšími objekty, patřila do palácového komplexu blízkého zámku. Kovárnu nechala postavil majitelka blízkého zámku Helena von Bischoffshausen. Dle stavu z roku 2022 je stavba nevyužívána a ve špatném stavu.

## Další informace
V blízkosti se také nachází památkově chráněný špýchar Strzybnik.

## Galerie

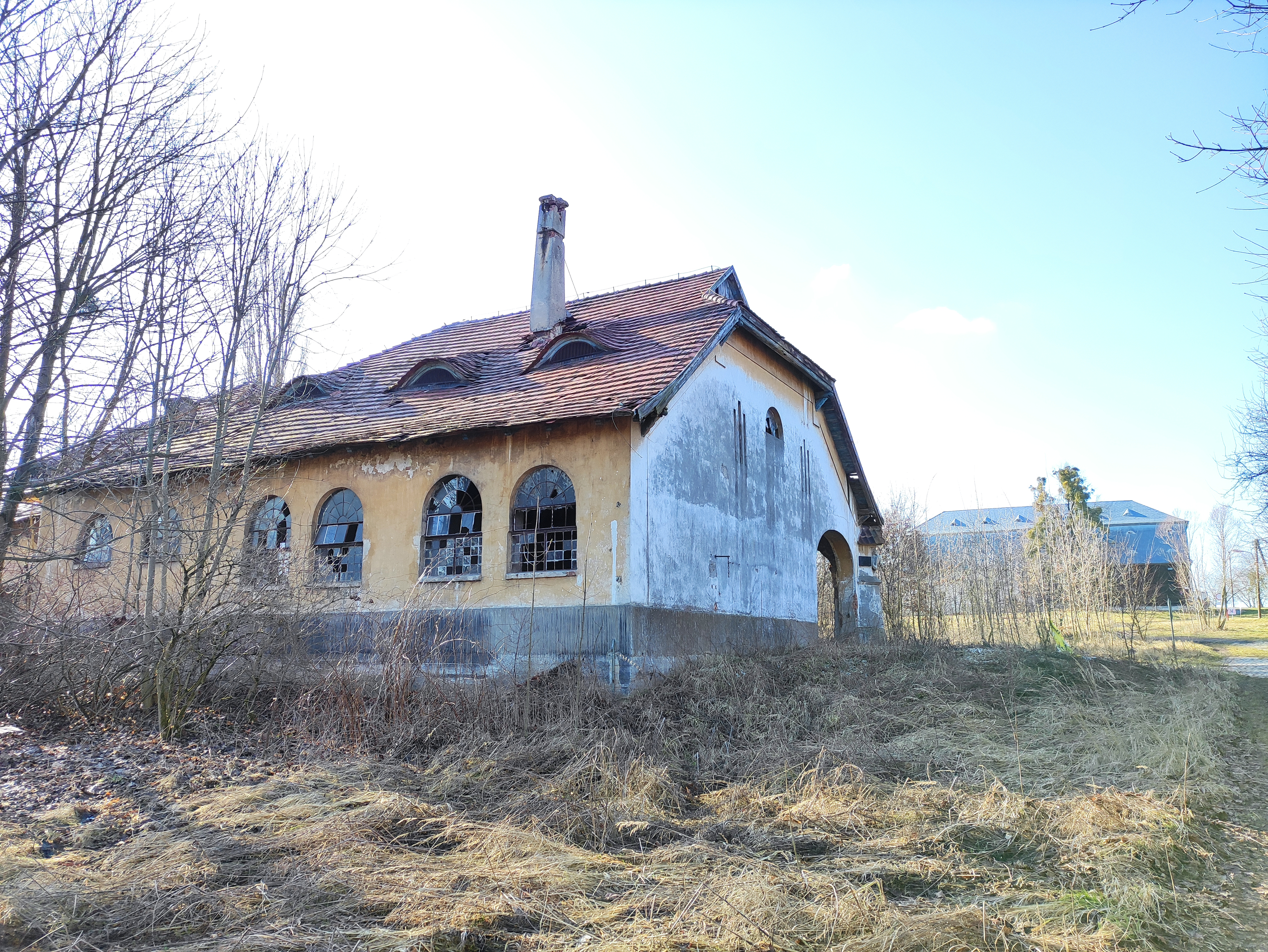
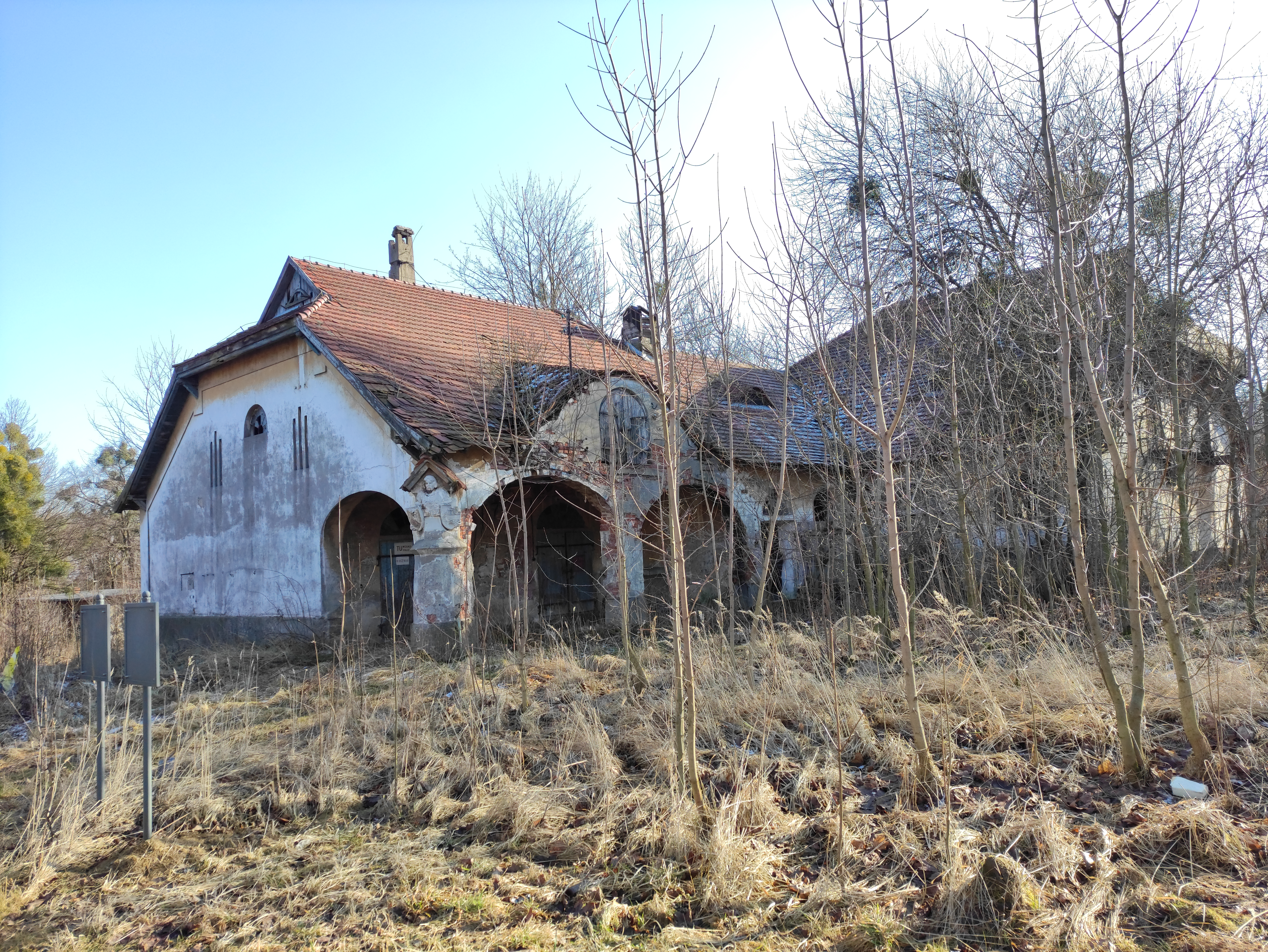
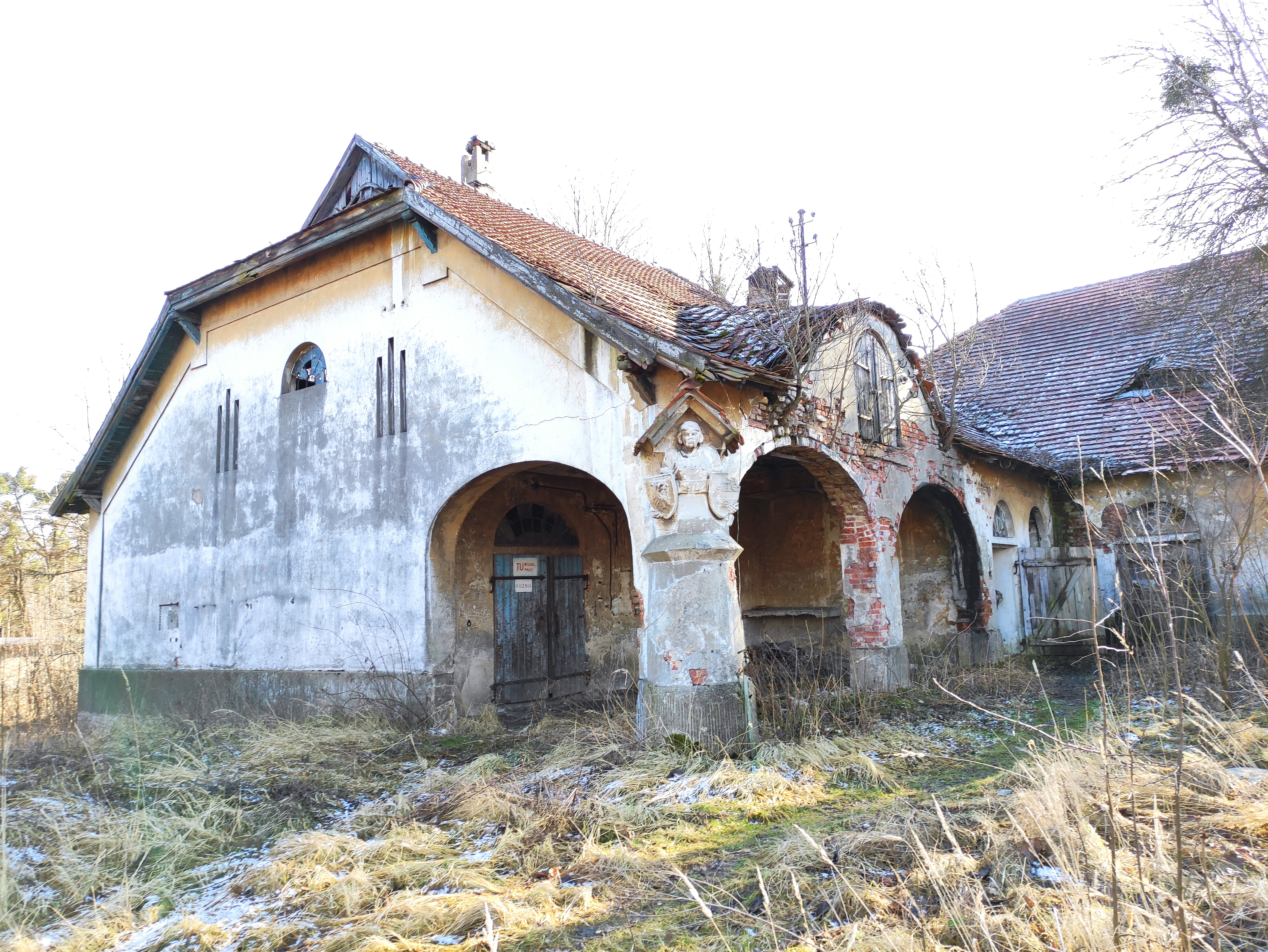
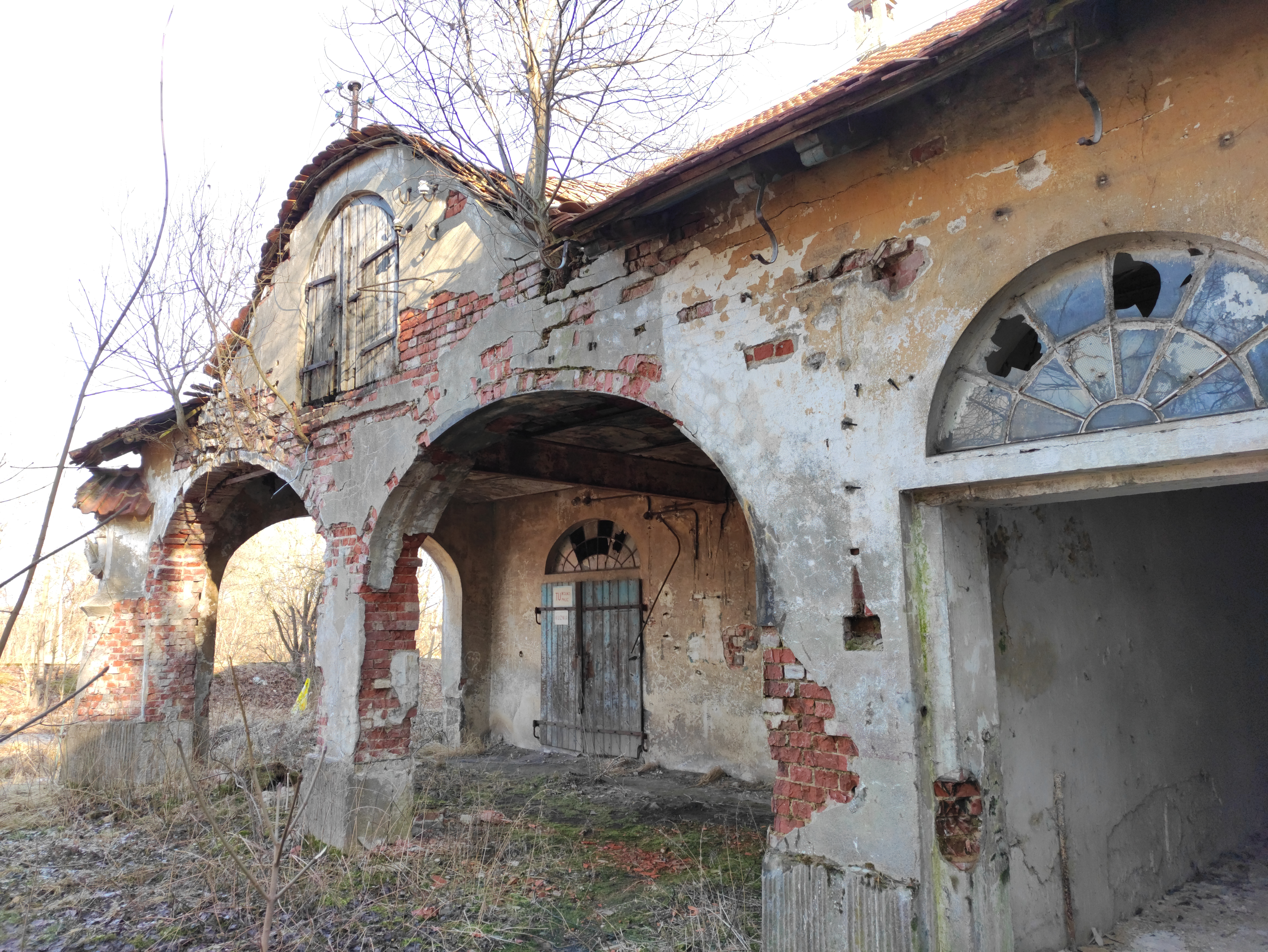